# John Moyer
John Moyer (30 de novembro de 1973) é o atual baixista da banda rock norte-americana Disturbed, substituindo o antigo baixista Steve "Fuzz" Kmak. Moyer também publicou o terceiro e o quarto álbuns de estúdio de Disturbed, Ten Thousand Fists, Indestructible e Asylum. Passou a ser o novo baixista da banda Adrenaline Mob em 2012.

## Discografia
Soak
- Omniphonic Globalnova (1995)
- Self-Titled (1997)
- Flywatt (1998)
- 2179 (1999)

The Union Underground
- An Education in Rebellion (2000)

Disturbed
- Ten Thousand Fists (2005)
- Indestructible (2008)
- Asylum (2010)

Adrenaline Mob
- Omertà (2012)
- Men of Honor (2014)

Art Of Anarchy
- Art Of Anarchy (2015)
- The Madness (2017)